# Cleomaceae
Die Cleomaceae sind eine Pflanzenfamilie in der Ordnung der Kreuzblütlerartigen (Brassicales).

## Beschreibung

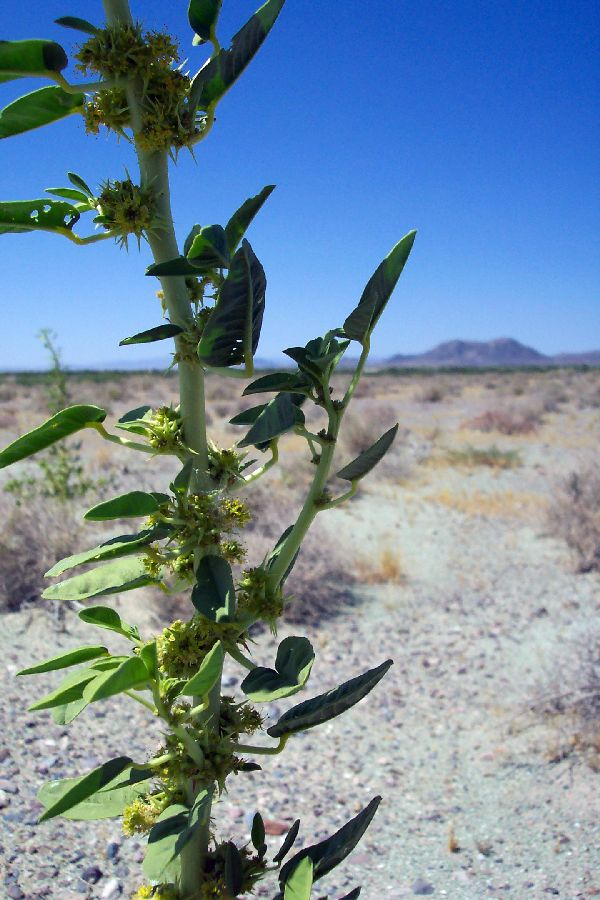
Oxystylis lutea

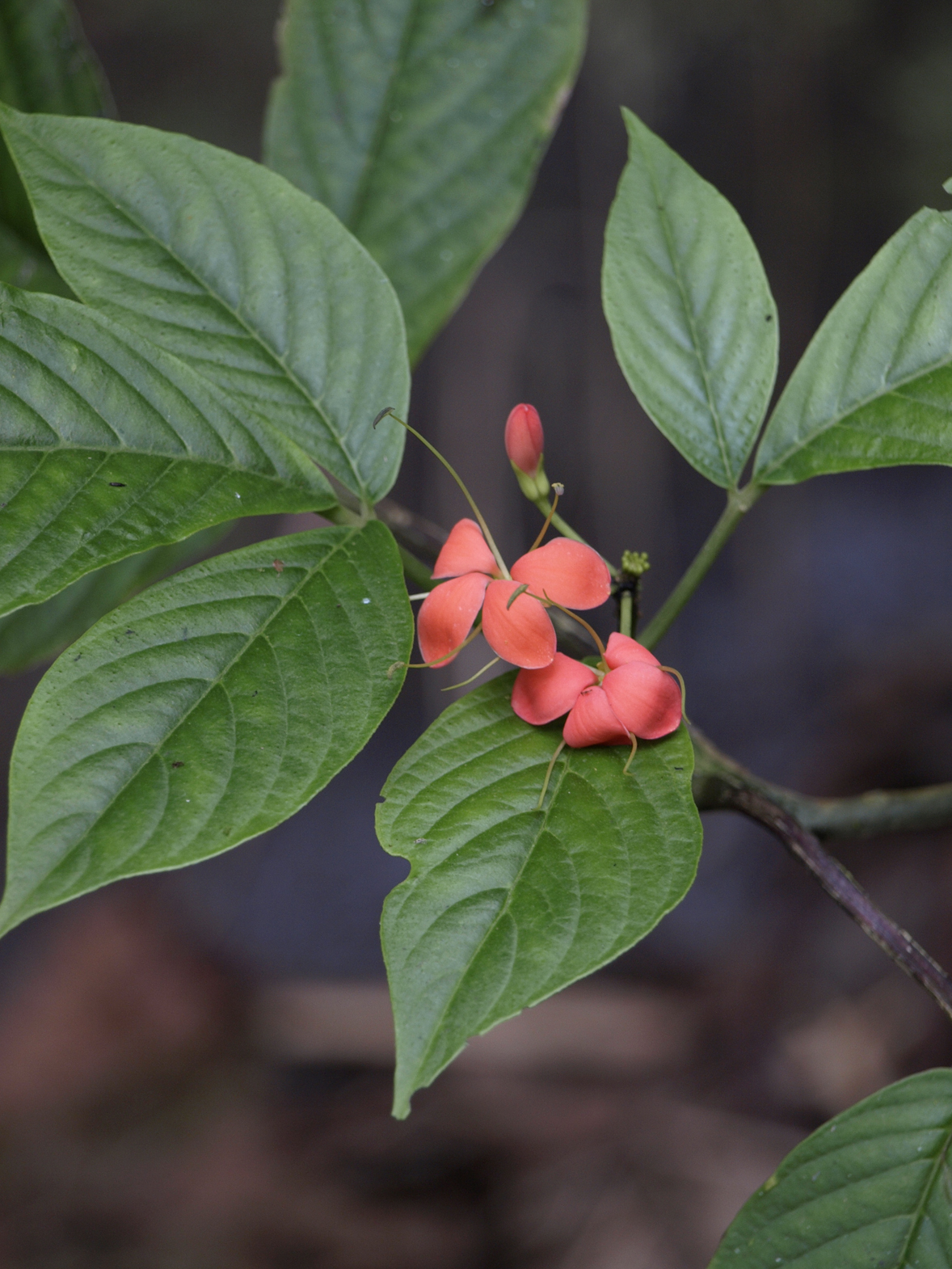
Podandrogyne decipiens

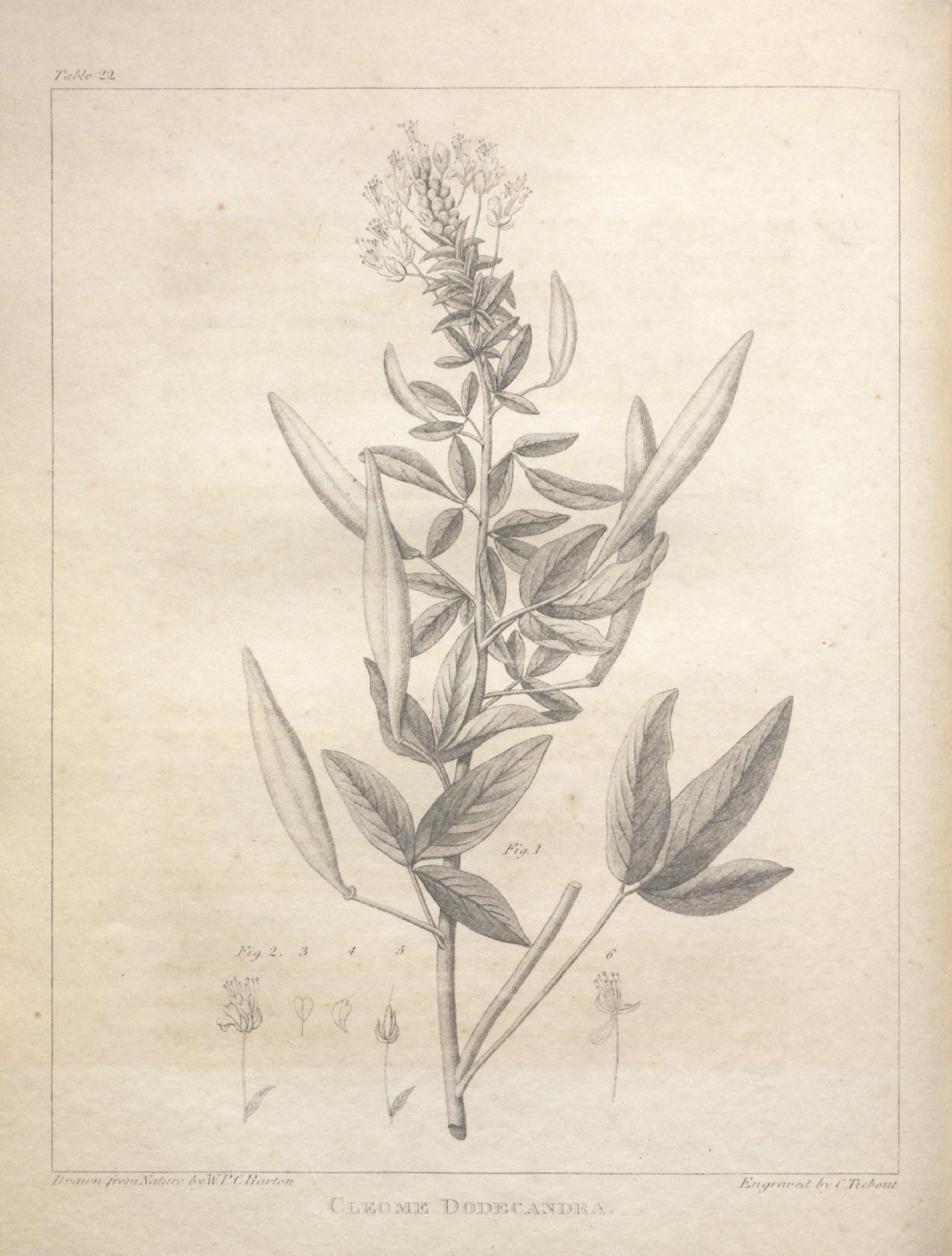
Illustration aus A flora of North America, Tafel 22 von Polanisia dodecandra

### Vegetative Merkmale
Es sind (oft einjährige) krautige Pflanzen oder Sträucher. Einige Arten riechen schlecht.
Die wechselständig angeordneten Laubblätter sind in Blattstiel und Blattspreite gegliedert. Die meist zusammengesetzten Blattspreiten sind oft drei- bis siebenteilig handförmig. Es sind Nebenblätter vorhanden. 

### Generative Merkmale
Es werden traubige Blütenstände mit Hochblättern gebildet.
Die zwittrigen, vierzähligen Blüten sind radiärsymmetrisch bis zygomorph. Sie haben vier freie Kelchblätter. Die vier freien Kronblätter sind mehr oder weniger stark genagelt. Es sind je Blüte sechs Staubblätter vorhanden, außer bei Polanisia, da sind es bis zu 20. Das Gynoeceum besteht aus zwei oberständigen, verwachsenen Fruchtblättern, die durch ein langes Gynophor weit aus der Blüte herausgehoben werden. Der Griffel endet in einer zweilappigen Narbe.
Es werden meist zweifächerige Kapselfrüchte oder Spaltfrüchte gebildet.

## Systematik und Verbreitung
Die Familie Cleomaceae wurde durch Pawel Fjodorowitsch Gorjaninow aufgestellt.
Die Familie Cleomaceae kommt in warmen bis tropischen Klimaten vor. Hauptverbreitungsgebiet ist die Neotropis. 
In der Familie der Cleomaceae gibt acht bis zwölf Gattungen und etwa 300 Arten. Wie weit die Gattung Cleome zu fassen ist, wird kontrovers diskutiert:
- Buhsea Bunge (manchmal auch in Cleome eingegliedert): Es gibt vielleicht nur eine Art; sie kommt in Asien vor.
- Carsonia Greene (wird auch zu Cleome gestellt): Die Chromosomengrundzahl ist x=16. Die Gattung enthält nur eine Art:
  - Carsonia sparsifolia (S.Watson) Greene: Sie kommt in Kalifornien und in Nevada vor.[2]
- Cleome L. (inkl. Physostemon Mart.): Die etwa 20 Arten sind in der Alten Welt verbreitet, davon drei (auch) in Europa. Die Chromosomengrundzahl ist x=10.
- Cleomella DC.: Die etwa zehn Arten kommen von den südlichen USA bis Mexiko vor.[3] Die Chromosomengrundzahl ist x=20.
- Cleoserrata H.H.Iltis: Die etwa fünf Arten sind von Mexiko bis Südamerika verbreitet; die Chromosomengrundzahl ist x=12.
- Corynandra Sprengel (Syn.: Arivela Raf.): Die seit 2014 etwa 15 Arten sind in Afrika, Asien und Australien verbreitet, eine von ihnen kommt auch in China vor.[4]
- Dactylaena Schrad. ex Schult. f.: Die etwa sechs Arten kommen in Haiti, Brasilien und Argentinien vor.[3]
- Gynandropsis DC. (wird auch zu Cleome gestellt): Die etwa zwei Arten kommen beispielsweise auch in Südwestasien vor. Sie sind einjährig. Die Chromosomengrundzahl ist x=10 oder 17. Hierher gehört:
  - Afrikanischer Kohl (Gynandropsis gynandra (L.) Briq.): Seine Heimat ist das tropische und südliche Afrika, das tropische Asien, China, der Jemen und Oman. Er ist in Nord-, Mittel- und Südamerika ein Neophyt.[1]
- Haptocarpum Ule: Sie enthält nur eine Art:
  - Haptocarpum bahiense Ule: Sie kommt im östlichen Brasilien vor.[3]
- Hemiscola Raf. (wird auch zu Cleome gestellt): Die etwa sechs Arten sind von Mexiko bis Südamerika verbreitet.[2] Die Chromosomengrundzahl ist x=10.
- Oxystylis Torr. & Frém.: Sie enthält nur eine Art:
  - Oxystylis lutea Torr. & Frém.: Diese unangenehm riechende Einjährige mit in knäueligen seitlichen Blütenständen gehäuften kleinen gelben Blüten  kommt in Kalifornien (Death-Valley-Gebiet) und in Nevada vor.[2]
- Peritoma DC. (Syn.: Isomeris Nuttall): Die etwa sechs strauchigen, einjährigen oder kurzlebig ausdauernden Arten in Nordamerika (USA, Mexiko) werden auch zu Cleome gestellt.[2] Die Chromosomengrundzahl ist x=10. Mit den Arten:
  - Peritoma arborea (Nutt.) H.H.Iltis: gelbblütiger immergrüner Strauch mit blasig aufgetriebenen hängenden Kapseln. Er kommt in drei Varietäten in den südwestlichen Vereinigten Staaten und im westlichen und nordwestlichen Mexiko vor.[2]
  - Peritoma jonesii ( J. Francis Macbride) H.H.Iltis: Einjährige Pflanze mit fünfteiligen Blättern und goldgelben Blüten. Sie kommt in Arizona, in Kalifornien und in Baja California vor.[2]
  - Peritoma lutea (Hook.) Raf.: Einjährige Pflanze mit 5-zähligen Blättern und hellgelben Blüten. Sie kommt in den Vereinigten Staaten und in Baja California vor.[2]
  - Peritoma multicaulis (DC.) H.H.Iltis: Einjährige Pflanze mit kleinen, locker stehenden, purpurfarbenen bis weißen Blüten und 3-zähligen Blättern mit 1 mm breiten Blättchen. Sie kommt in den Vereinigten Staaten von Wyoming bis Texas vor und in Mexiko.[2]
  - Peritoma platycarpa (Torr.) H.H.Iltis: Einjährige Pflanze mit gelben Blüten, 3-zähligen Blättern und hängenden, drüsig behaarten Kapseln. Sie kommt in Oregon, in Kalifornien, in Idaho und in Nevada vor.[2]
  - Peritoma serrulata (Pursh) DC.: Einjährige Pflanze mit dicht stehenden purpurnen bis weißen Blüten und 3-zähligen Blättern mit über 5 mm breiten Blättchen. Sie kommt in Kanada und in den Vereinigten Staaten vor.[2]
- Podandrogyne Ducke: Mit etwa 26 Arten; sie kommen zwischen Costa Rica und Bolivien oder Brasilien vor.[3]
- Polanisia Raf. (Syn.: Cristatella Nuttall): Die etwa sechs Arten sind in Nordamerika verbreitet.[3] Die Chromosomengrundzahl ist x=10. Mit den Arten:
  - Polanisia dodecandra (L.) DC.: Sie kommt in mehreren Unterarten in Kanada, in den Vereinigten Staaten und im nördlichen Mexiko vor.[1] Eine Unterart, Polanisia dodecandra (Linnaeus) de Candolle subsp. trachysperma (Torrey & A. Gray) H.H. Iltis, ist in Italien ein Neophyt.[5]
  - Polanisia erosa (Nutt.) H.H.Iltis: Sie kommt in zwei Unterarten in Oklahoma, Texas, Arkansas und Louisiana vor.[1]
  - Polanisia jamesii (Torrey & A.Gray) H.H.Iltis: Sie kommt in den mittleren Vereinigten Staaten von Minnesota im Norden bis Texas im Süden vor.[2]
  - Polanisia tenuifolia Torrey & A.Gray: Sie kommt in Georgia und von Florida bis Mississippi vor.[2]
  - Polanisia uniglandulosa (Cav.) DC.: Sie kommt in Mexiko, in New Mexico und in Texas vor.[1]
- Spinnenblumen (Tarenaya Raf.): Die etwa 33 Arten sind in Südamerika verbreitet.[2] Die Chromosomengrundzahl ist x=10. Hierher gehört:
  - Garten-Spinnenblume (Tarenaya hassleriana (Chodat) H.H.Iltis): Zierpflanze
  - Blasse Spinnenblume (Tarenaya spinosa (Jacq.) Raf.): Sie wird nicht als Zierpflanze verwendet, aber gärtnerisch mit Tarenaya hassleriana (Syn.: Cleome hassleriana) gleichgesetzt.
- Wislizenia Engelm.: Es gibt etwa drei Arten.[2] Die Chromosomengrundzahl ist x=10. Mit den Arten:
  - Wislizenia californica Greene: Dieser Endemit kommt nur im kalifornischen San Joaquin Valley in vor.[2]
  - Wislizenia palmeri A.Gray: Sie kommt im nördlichen Mexiko, im südlichen Arizona und in Kalifornien vor.[2]
  - Wislizenia refracta Engelm.: Sie ist von Kalifornien bis Texas und dem nordwestlichen Mexiko verbreitet.[1][2]